# Håkan Andersson (politiker)
Håkan Andersson, född 1964, är förvaltningschef på Stockholms kommuns överförmyndarförvaltning och tidigare svensk socialdemokratisk politiker bosatt i Stockholm. Han har varit ledamot i landstingsfullmäktige i Stockholms läns landsting 1995–1998 samt 2003–2006. Tidigare har han varit förbundsordförande för RFSL 1995–1998 och var med och startade HBT-socialdemokraterna 1988 där han också var ordförande i 10 år.
Håkan Andersson har engagerat sig bland annat för homoadoptioner och lesbiskas rätt till insemination. Han har också uttalat kritik mot socialdemokratiska statsråd i frågor om homosexuella.
Håkan Andersson har arbetat sedan 1987 i Stockholms kommun bland annat som chef för stadsledningskontorets SPO-kansli 2003–2005, chef för stadsledningskontorets enhet för kvalitet och styrning 2005–2006, avdelningschef för stadsledningskontorets utvecklingsavdelning 2006–2007, avdelningschef på verksamhetsstöd på miljöförvaltningen 2007–2015 och han är förvaltningschef på överförmyndaförvaltningen sedan 2015. Han har även utrett kommunens politiska organisation, stadsledningskontoret organisation och genomfört en översyn av kommunens organisation för inköp och upphandling.